# Thomas Riehm
Thomas Riehm (* 1973) ist ein deutscher Rechtswissenschaftler und Hochschullehrer an der Universität Passau.

## Leben
Riehm studierte ab 1993 Rechtswissenschaften an der Universität München, wo er 1998 sein Erstes Juristisches Staatsexamen ablegte. Nach dem anschließenden Referendariat im Bezirk des OLG München legte er 2001 sein Zweites Staatsexamen ab. Von 1998 bis 2005 war Riehm als wissenschaftlicher Mitarbeiter am Münchener Lehrstuhl von Claus-Wilhelm Canaris tätig. Unter dessen Betreuung promovierte Riehm 2006 mit einer rechtstheoretischen Schrift zum Dr. iur. Nach einer Tätigkeit als Lehrbeauftragter an der Universität Paris I von 2005 bis 2007 erhielt er ein Habilitationsstipendium der DFG. 2011 schloss Riehm seine Habilitation in München ab und erhielt die Venia legendi für die Fächer Bürgerliches Recht, Zivilprozessrecht, Europäisches Privatrecht, Handels- und Gesellschaftsrecht, Rechtsvergleichung und Rechtstheorie.
Es folgte 2011/12 eine Lehrstuhlvertretung an der Universität Augsburg. Vom Sommersemester 2012 an hatte er den ordentlichen Lehrstuhl für Bürgerliches Recht, Rechtsvergleichung, Europäisches Privatrecht und Zivilverfahrensrecht an der Universität Marburg inne. Zum Wintersemester 2013/14 wechselte auf den Lehrstuhl für Deutsches und Europäisches Privatrecht, Zivilverfahrensrecht und Rechtstheorie an der Universität Passau, den er seitdem innehat. Im Sommer 2019 lehnte er einen Ruf an die Rheinische Friedrich-Wilhelms-Universität Bonn auf einen Lehrstuhl für Bürgerliches Recht und ein weiteres Fach ab.
Thomas Riehm erhielt 2018 einen Ars legendi-Fakultätenpreis.
Riehm ist verheiratet und Vater von drei Kindern.

## Werke (Auswahl)
Riehms Forschungsschwerpunkte liegen insbesondere im allgemeinen Schuldrecht, im Schadensersatzrecht sowie im europäischen Privatrecht.
- mit Stephan Lorenz: Lehrbuch zum neuen Schuldrecht. C.H. Beck, München 2002, ISBN 978-3-406-48605-0.
- Abwägungsentscheidungen in der praktischen Rechtsanwendung – Argumentation, Beweis, Wertung. C.H. Beck, München 2006, ISBN 978-3-406-55857-3 (Dissertation).
- Der Grundsatz der Naturalerfüllung. Mohr Siebeck, Tübingen 2015, ISBN 978-3-16-152454-7 (Habilitationsschrift).
- Examinatorium BGB Allgemeiner Teil. C.H. Beck, München 2015, ISBN 978-3-406-68003-8.
- mit Hans Christoph Grigoleit: Schuldrecht IV – Deliktsrecht und Schadensrecht. 2. Auflage. C.H. Beck, München 2017, ISBN 978-3-406-70578-6.